# Kamenný Most (Repubblica Ceca)
Kamenný Most è un comune della Repubblica Ceca facente parte del distretto di Kladno, in Boemia Centrale.